# Încornorat

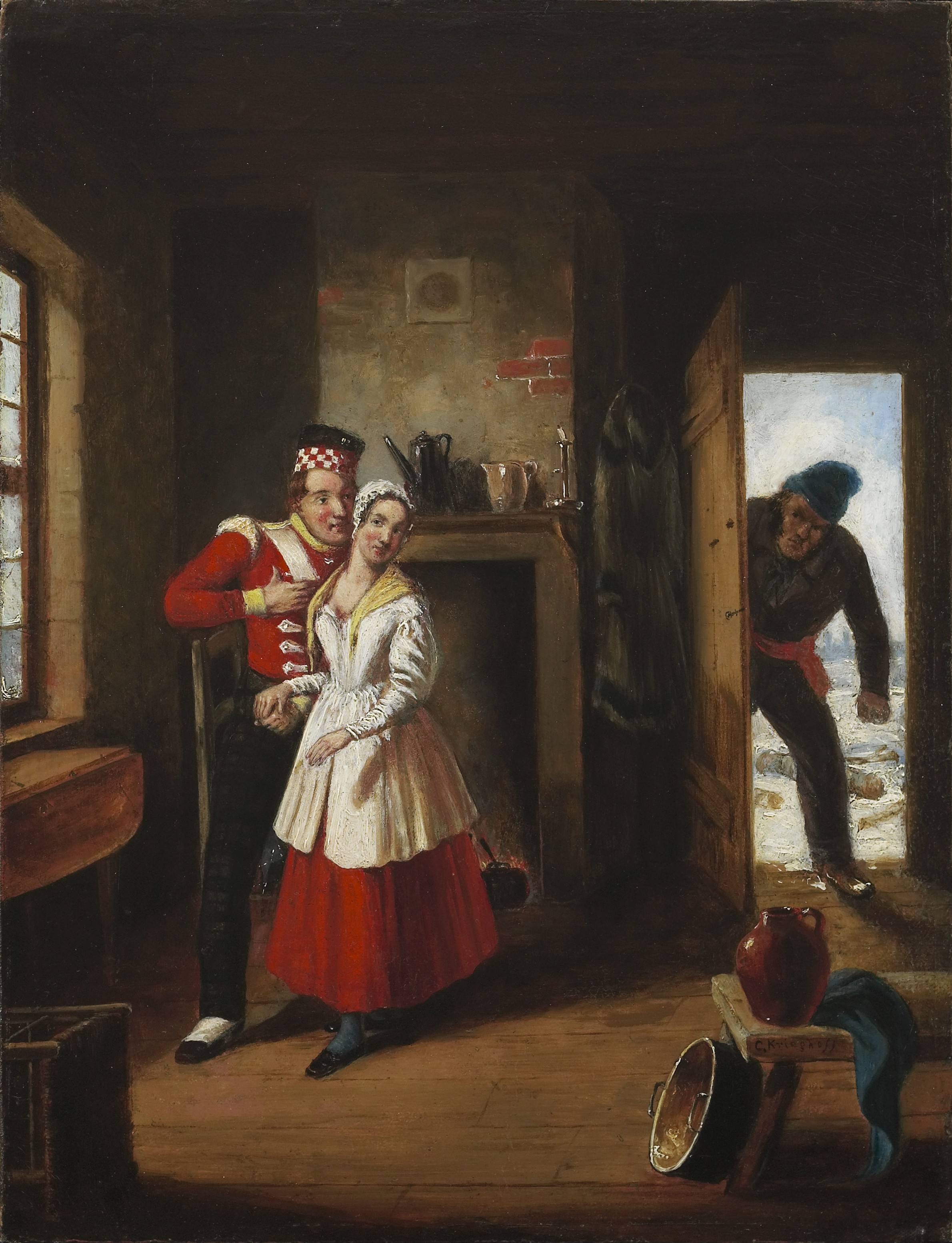
The Jealous Husband, un tablou de Cornelius Krieghoff care înfățișează un soț încornorat

Un încornorat este soțul unei soții adultere. În sens biologic, un încornorat este un bărbat care, fără să vrea, își investește resursele și efortul parental în creșterea unor copii care nu sunt, de fapt, ai lui din punct de vedere genetic. Un soț care este conștient de infidelitate soției sale, dar care în schimb o acceptă sau tolerează, mai este uneori numit wittol sau wittold.